# 石橋辰之助
石橋 辰之助（いしばし たつのすけ、1909年（明治42年）5月2日 - 1948年（昭和23年）8月21日）は、俳人。栗林一石路や橋本夢道とともにプロレタリア俳句運動に尽力した。別号に竹秋子。

## 略歴
東京府下谷区生まれ。安田工業学校電気科卒業。帝国劇場、帝都座の照明技師を経て日本映画社の制作課長となる。10代より「ホトトギス」に投句。1931年、「ホトトギス」を離れ水原秋桜子の「馬酔木」に参加、1933年同誌同人。当時は竹秋子の号を用い、特に山岳俳句において新局面を開く。
1937年、「馬酔木」を離れ新興俳句運動、プロレタリア俳句運動に参加、翌年「京大俳句」に参加。1939年には西東三鬼、三谷昭らと「天香」を創刊するが、1940年の「京大俳句」弾圧事件に連座、「天香」も終刊を余儀なくされる。
戦後は新俳句人連盟に参加し委員長を務めた。1948年、急性結核により死去、40歳没。句集に『山行』などがある。

## 句集
- 『山行』馬酔木叢書（沙羅書店）1935年
- 『家』（三省堂）1940年
- 『妻子』（七洋社）1948年
- 『山暦』（朋文堂）1951年
- 『定本・石橋辰之助句集』（俳句研究社）1969年
- 『家』（沖積舎・新装覆刻）1987年